# Torped 62
Torped 62 (621), som ingår i Torpedsystem 62 (TS62), är andra generationen av en tung torped som används i svenska flottan, vidareutvecklad av Saab AB baserad på Torped 613 och gedigna svenska torpederfarenheter genom decennier.

## Prestanda
Torped 62 är modulbyggd, 6 meter lång, väger 1400 kg och drivs med pumpjet där propellern är inkapslad i en dysa (munstycke/hylsa). Bränslet är väteperoxid (HTP, 85%) och fotogen. Torpeden har alternerande passiv/aktiv målsökning i tre lägen och zonrör för detonation under målet eller vid anslagsträff. Torpeden kan följa och utvärdera flera mål samtidigt, såväl vid havsytan som undervattensmål ner till mer än 500 meter. Torpeden både får instruktioner och skickar data tillbaka till avsändaren löpande (via tråden). Tack vare modulkonstruktionen förenklas uppgraderingar och överföring av teknik mellan olika system.

## Kravspecifikation
I FMV:s kravspecifikation jämfört med Torped 613/617 ingick minst 1 meter kortare och minst 500 kg lättare, men med bibehållen eller kraftigare sprängkraft. Kraven var också mycket snabbare och mycket längre räckvidd, större djupgående och tystare.

## Bestyckning
Torped 62 används på ubåtar av Gotland-klass, Södermanland-klass och den framtida Blekinge-klassen.

## Lång utvecklingstid
Utvecklingen av torpeden blev en av de längsta processerna i försvarsmaktens historia. Kring 1985 fick Centrala Torpedverkstaden en beställning på några teknikstudier, men först i juni 2001 levererades den första seriebeställningen. Första trådskottet från ubåt med Torped 62 skedde 1995 utanför Karlskrona. Serieproduktion beställdes av FMV i december 1997. Delserie 1 planerades först vara färdiglevererad under 2002, men senare till 2004. Delserie 2 flyttades följaktligen också senare i flera omgångar och till 2007. Slutleveransen skedde under ceremoniella former 17 februari 2010.

## Uppgradering och livstidsförlängning
I december 2003 beskriver FOI i en rapport hur SNPE, numera Eurenco, höll på att utveckla nya sprängämnen där B2211D testas för Torped 62. I december 2012 fick Saab två beställningar från FMV på sammanlagt 194 Mkr som avsåg uppgraderingar, bl.a. zonrör och kommunikation, på Torped 62 och tillhörande system. Leveranser skedde 2013-2016.
I december 2015 beställde FMV uppgradering och förmågeförbättring av torpedvapensystemet Torped 62 från Saab. Leveranser skedde 2016-2017. Beställningen ingick i avsiktsförklaringen om det svenska försvarets undervattenskapacitet som tecknades mellan Saab och FMV 9 juni 2014.
I juli 2020 fick Saab en beställning av FMV på en livstidsförlängning av Torpedsystem 62 på 485 miljoner kronor. Leveranser kommer ske 2020-2024.
I december 2021 fick Saab en beställning från FMV i nästa steg av en del av livstidsförlängningen av Torpedsystem 62. Ordervärdet är 145 miljoner kronor och leverans kommer ske i slutet av 2023. Beställningen inkluderar förstudier och utveckling av prototypsystem för att kunna möjliggöra systemförbättringar på det nuvarande tunga torpedsystemet. Produktion och utveckling kommer ske i Linköping och Motala.

## Export av Torped 62/Torpedo 2000
I maj 1999 meddelade Celsius att de hade fått den första utlandsbeställning på Torpedo 2000 värd ca 500 Mkr av Brasilien. I augusti 2004 avbröt Brasilien beställningen eftersom det fanns risk att torpederna inte gick att använda på de tyska ubåtarna som Brasilien hade köpt.
Kring 2010 tog Norge fram ett uppgraderingprogram för sina torpeder, kanske med komponenter från Torped 62.